# José Luiz Penna
José Luiz de França Penna (Natal, 27 de dezembro de 1945) é um empresário, músico e político brasileiro, presidente nacional do Partido Verde.
Mudou-se para São Paulo em 1969, após a decretação do AI-5 (que recrudesceu a linha dura durante o regime militar).

## Biografia

### Início da trajetória
José Luiz Penna é natural de Natal, mas é identificado com e por laços e origens baianos. Ainda na Salvador dos anos 60, dividiu-se entre a música e o ativismo, tendências que iriam marcar definitivamente sua trajetória pessoal. Ingressou no Seminário Livre de Música da Universidade Federal da Bahia, como vários músicos de sua geração. Filiou-se ao Partido Comunista e, durante um bom tempo, ganhou a vida tocando na noite como baterista de uma banda de rock.

### Paralelamente
Como ator, integrou o elenco da primeira montagem do musical Hair. Como um cineasta, foi o responsável pela direção musical de filmes como Sargento Getúlio dirigido por seu primo, o também cineasta Hermanno Penna. Como cantor, compôs melodias como Comentário a Respeito de John em parceria com Antônio Carlos Belchior.

### Mudança de cidade
Já radicado em São Paulo, nos anos de chumbo do regime militar, optou pelo palco como espaço de expressão e ação política. Atuou em duas montagens ícones da época: Arena conta Zumbi de Gianfrancesco Guarnieri e Augusto Boal, e Hair, original de Gerome Ragni e James Rado – preso em Belo Horizonte com todo o elenco do musical e desafiado para um racha com a seção mineira do antigo Dops, entrou em campo com o coração no bico do pé. Literalmente,[carece de fontes?] para espanto (e temor) dos agentes de frente adversários.
A partir daí, deu sequência a seu trabalho musical compondo em diversas parcerias. Com Belchior, assinou a mais conhecida de suas composições: Comentário a Respeito de John, balada em referência a John Lennon, que se tornaria na época um hit instantâneo na voz do próprio Belchior no fim dos anos 70.
E com Tiago Araripe e Paulinho Costa criou o Papa Poluição, uma das bandas pioneiras na fusão do rock com ritmos regionais nordestinos, ganhando a cena alternativa paulistana.

### Como um ator
Como ator, integrou o elenco da primeira montagem do musical Hair. O trabalho de composição o levou ao cinema nos anos 80, assinando com seus parceiros de Papa a trilha sonora de Sargento Getúlio (1983) e depois, individualmente, de A Fronteira das Almas (1987), ambos dirigidos por seu irmão Hermano Penna. A investida no cinema ainda levaria-o ao trabalho de assistência de direção em Louco por Cinema (1994) de André Luiz Oliveira e mais recentemente, em Mário (2000), do próprio Hermano Penna.
Paralelamente à carreira artística, impulsionou projetos de natureza sociocultural e ambiental. O primeiro foi a criação do Centro Cultural de Vila Madalena, hoje uma referência municipal na promoção de festejos de rua, como é a tradicional Feira da Vila, evento que ajudou a emprestar ao bairro os traços de agito cultural e boemia que obteve nos anos posteriores.
Foi o Centro Cultural da Vila Madalena que possibilitou também a mobilização por intervenções urbanas e paisagísticas destinadas à elevação da qualidade de vida no bairro e em seu entorno. A principal delas foi a criação, em meados dos anos 90, do Parque Villa Lobos, hoje uma área de 732 mil m² com equipamentos de lazer e esportes bem como um anfiteatro e um bosque de Mata Atlântica.
Nos anos 70, veio a tornar-se um ativista do Movimento de Apoio ao Índio. Outro projeto foi a fundação da Comissão Pró Índio de São Paulo, organização não-governamental dedicada à luta pelos direitos civis indígenas e comunidades de quilombos remanescentes. O contato com as comunidades pavimentou o caminho que uniu-o a ecologistas e outros segmentos da sociedade civil para a formação do Partido Verde, em 1987. Desde então assumiu o papel de dar forma às proposições do partido, fundamentadas no desenvolvimento sustentável, no bem-estar sócio-ambiental, nos direitos civis e das minorias.

### Na vida pública
Nos anos 80, participou ativamente pela fundação e consolidação do Partido Verde. Em 1999, foi eleito presidente nacional do PV e dispôs-se a percorrer o País a fim de estruturá-lo nacionalmente em suas várias instâncias como parte da estratégia para angariar votos e visibilidade partidária.
Em 2008, foi eleito vereador em São Paulo pelo PV.
Em 2010, foi eleito deputado federal por São Paulo pelo PV com 78 301 votos (0,37% dos válidos).
Em 2014, obteve 52 437 votos (0,25% dos válidos) em sua campanha pela reeleição de deputado federal tendo sido eleito como suplente do PV e assumindo a vaga de deputado federal de maio a setembro de 2015 depois de nomeações feitas pelo governo Geraldo Alckmin envolvendo dirigentes do PV.

#### Cargo no Poder Executivo
Em 30 de março de 2017, o governador Geraldo Alckmin nomeou-o secretário de Estado da Cultura, mas a sua posse na secretaria veio a ser em 6 de abril. Ficou no cargo até abril de 2018.
Foi candidato a deputado federal nas eleições de 2018, recebendo 14.528 votos e não conseguindo a eleição.

#### Presidência da FE BRASIL
Em janeiro de 2025, foi reconduzido à presidência do Partido Verde, cargo que ocupa desde 1999.
Em 05 de fevereiro de 2025, assumiu a presidência da Federação Brasil da Esperança (FE Brasil), formada pelo PT, PCdoB e PV.